# Henri Martel
Pour les articles homonymes, voir Martel.
Henri Martel, né le 3 août 1898 à Bruay-sur-l'Escaut (Nord) et mort le 27 novembre 1982 à Sin-le-Noble (Nord), est un homme politique et un syndicaliste français.
Il est secrétaire général de la Fédération nationale des travailleurs du sous-sol, député et sénateur communiste du Nord, maire de Sin-le-Noble et conseiller général du canton de Douai-Nord.

## Biographie
Issu d'une famille de mineurs, Henri Martel devient mineur lui-même avant ses 13 ans. Il s'engage rapidement dans l'action syndicale et politique. Il a 15 ans quand il adhère aux Jeunesses socialistes du Pas-de-Calais. En 1920, il s'inscrit à la Confédération générale du travail (CGT), créant une section syndicale qui adhère à la Confédération générale du travail unitaire (CGTU) en 1921. La même année, il devient membre du Parti communiste français.
En 1925, il intègre le bureau de la Fédération CGTU du Sous-sol et conserve ce poste jusqu'en 1935. En 1929, il est élu délégué mineur aux Mines d'Aniche, mandat renouvelé en 1932 et 1935.
En 1933, Henri Martel est élu conseiller général du canton de Douai-Nord. Il l'emporte aux élections législatives de 1936 pour représenter la 1re circonscription de Douai. Inscrit au groupe communiste à la Chambre des députés, il se fait le porte-parole des mineurs.
En 1939, il est arrêté comme les autres députés communistes, déchu de son mandat et condamné le 3 avril 1940 par le 3e tribunal militaire de Paris à 5 ans de prison, 4 000 francs d'amende et 5 ans de privation de ses droits civiques et politiques pour être resté fidèle à la ligne de son parti. Il est interné dans plusieurs prisons, puis déporté au bagne de Maison-Carrée, en Algérie. Il apprend la mort de ses deux fils fusillés par les nazis pour activités de résistance : Aimable en avril 1942 et Germinal en mai 1943.
Libéré en 1943, il prend des responsabilités à la CGT, puis à son retour dans le Nord, il reconstitue la Fédération CGT du sous-sol dont il est secrétaire général de 1956 à 1959. Il est également président du syndicat CGT des mineurs du Nord. En juillet 1947, il fonde et préside l'Union internationale des syndicats de mineurs.
De 1945 à 1948, puis de 1959 à 1977, il est maire de Sin-le-Noble et, de 1945 à 1970, conseiller général du canton de Douai-Nord.
De 1945 à 1958 puis de 1962 à 1967, Henri Martel déploie une importante activité parlementaire, comme député ou sénateur, au profit des ouvriers de la mine. Membre de la commission de l'équipement national et de la production, il est l'un des auteurs de la loi de nationalisation des Houillères, loi qui crée notamment les Charbonnages de France. Il propose plusieurs lois tendant à améliorer les droits des mineurs à la retraite et leur régime de sécurité sociale. Le 31 janvier 1947, il est nommé vice-président du Conseil de la République en remplacement de Georges Marrane, démissionnaire.
Un foyer culturel porte son nom à Somain, une salle des fêtes à Arleux et à Sin-le-Noble, un boulevard à Avion, une rue à Escaudain, Orchies, une place à Flines-lez-Raches et à Flers-en-Escrebieux, un centre social à Waziers et à Dechy.

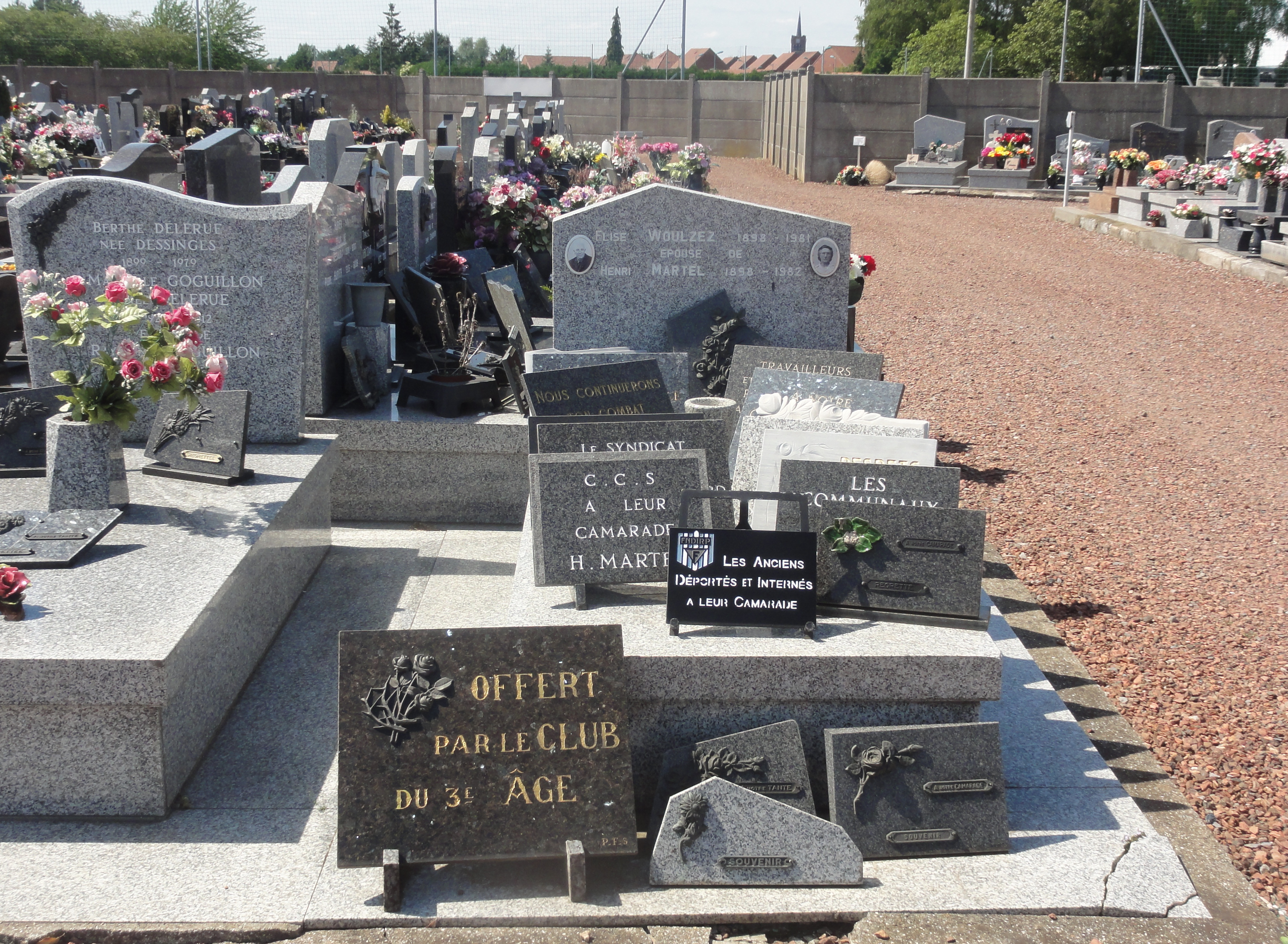
Tombe de Henri Martel au cimetière de Sin-le-Noble.
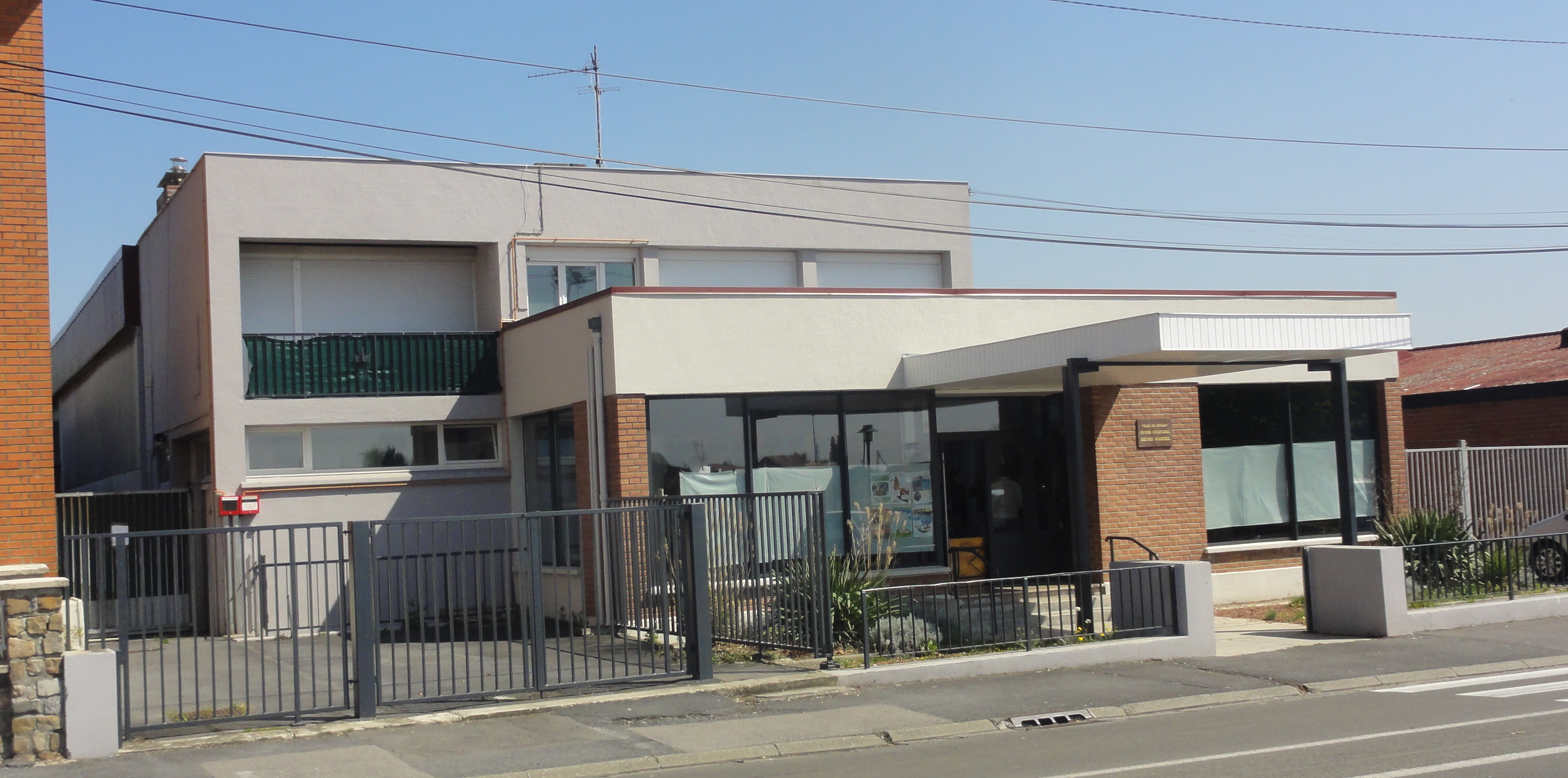
Foyer culturel Henri-Martel à Somain.
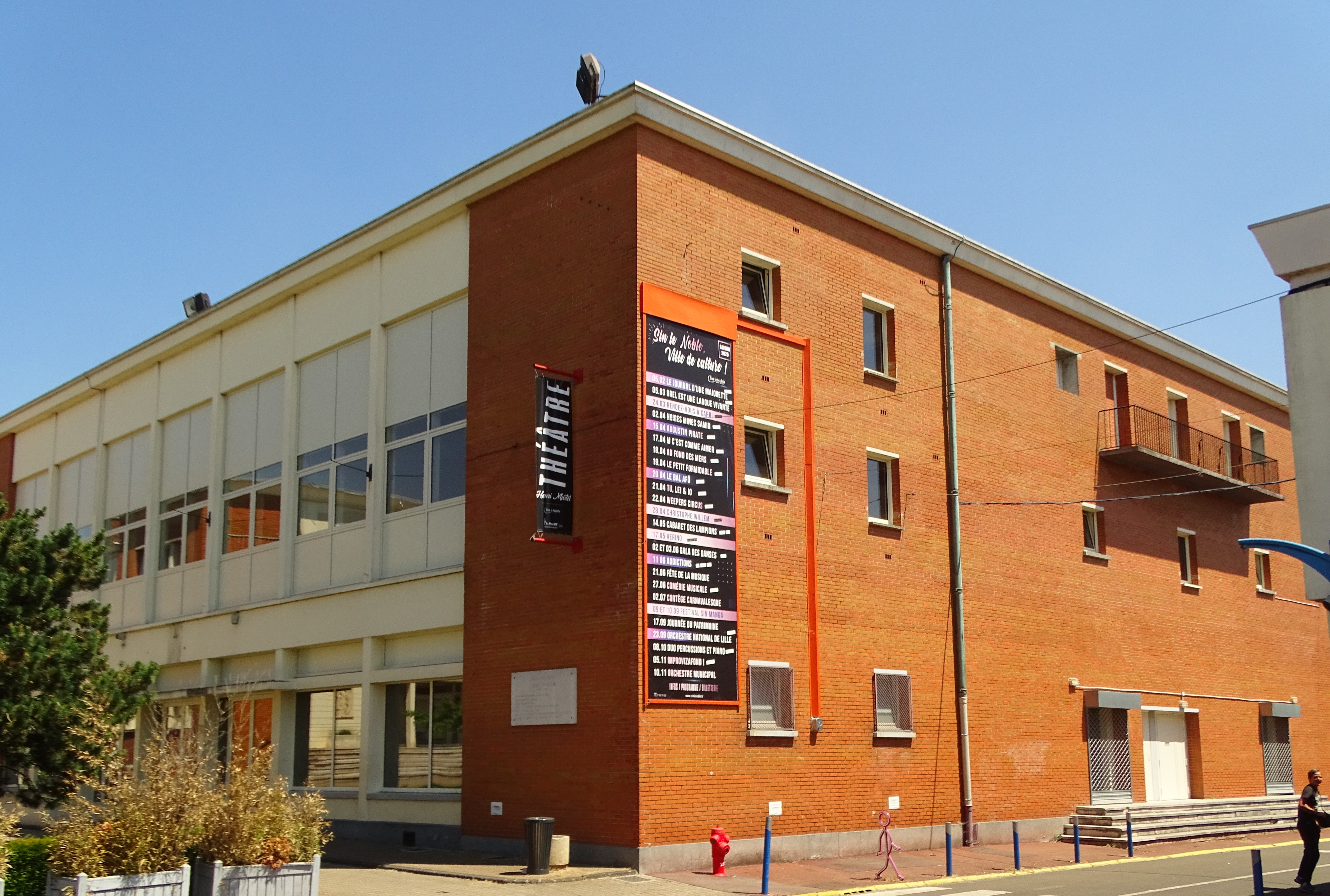
Salle des fêtes Henri-Martel à Sin-le-Noble.

## Distinctions
- Chevalier de la Légion d'honneur en 1982[8].

## Détail des fonctions et des mandats
Mandats locaux
- Maire de Sin-le-Noble de mai 1945 à 1948 et de mars 1959 à mars 1977
- Conseiller général du canton de Douai-Nord de 1945 à 1970

Mandats parlementaires
- Député du Nord de 1936 à 1940
- Délégué (désigné par la CGT) à l'Assemblée consultative provisoire en 1944-1945
- Député de la 1re Assemblée nationale constituante en 1945
- Député de la 2e Assemblée nationale constituante en 1946
- Sénateur du Nord de 8 décembre 1946 à 17 juin 1951
- Député du Nord de 1951 à 1958, et de 1962 à 1967

## Œuvre
- Henri Martel, « Autobiographie », Éditions Marxisme / Régions, Lille, 1998, 116 p. Mise en forme : Georges Sentis. Introduction : Paulette Deblock, maire de Sin-le-Noble.  (ISBN 2-905857-68-4)

## Sources
- « Henri Martel », dans le Dictionnaire des parlementaires français (1889-1940), sous la direction de Jean Jolly, PUF, 1960 [détail de l’édition]